# Trichoglottis simplex
Trichoglottis simplex är en orkidéart som beskrevs av Johannes Jacobus Smith. Trichoglottis simplex ingår i släktet Trichoglottis och familjen orkidéer.
Artens utbredningsområde är Sumatera. Inga underarter finns listade i Catalogue of Life.